# 國炳
國炳（1851年12月5日—1885年4月6日），杭阿坦氏，字星垣或心源，號子麟，蒙古鑲白旗人，京口駐防（今江蘇省鎮江市）。清朝政治人物、進士出身。

## 生平

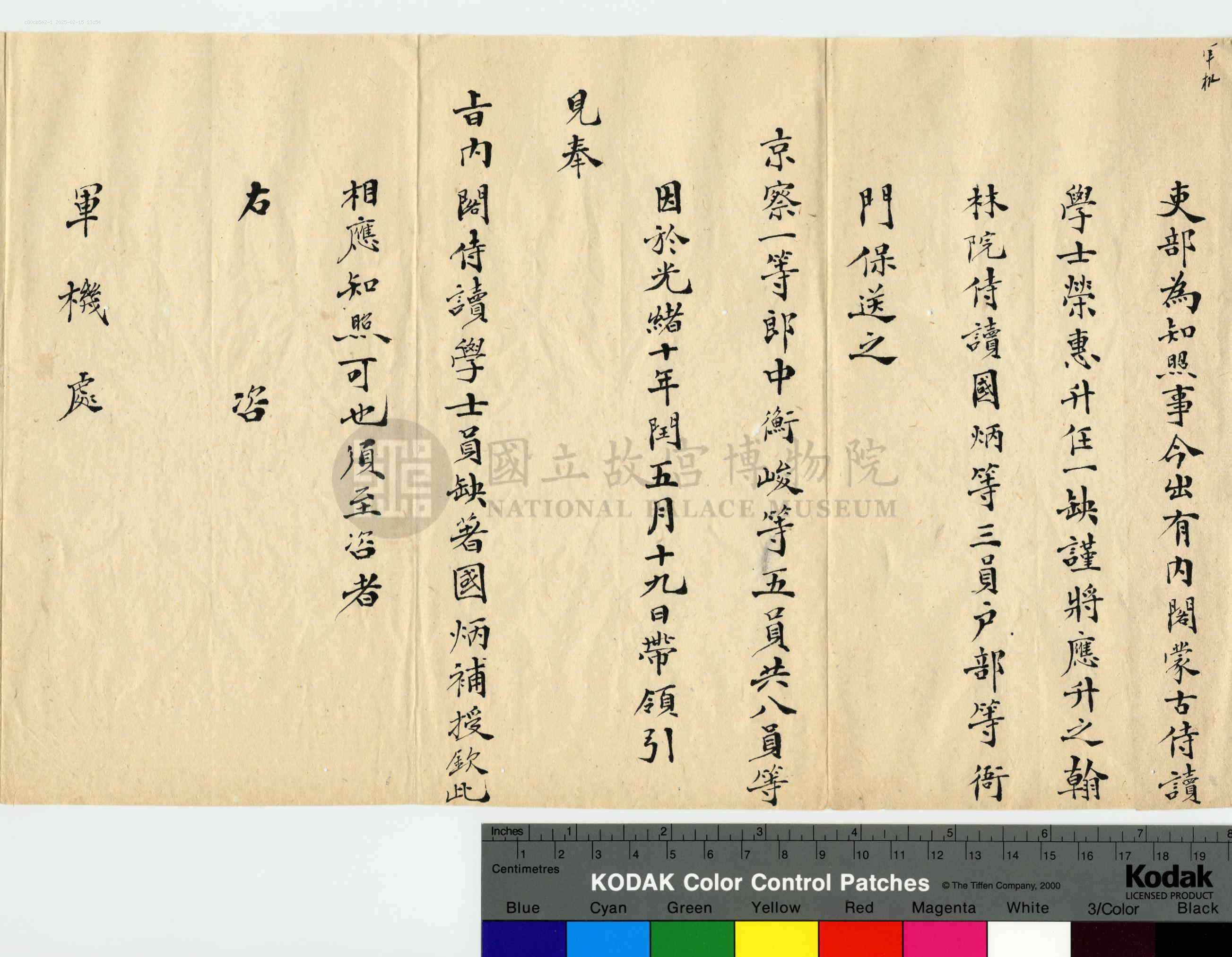
軍機處檔摺件：奉旨內閣侍讀學士員缺著國炳補授。光緒十年五月二十四日。

生於清朝咸豐元年（1851年）（辛亥年）十月十三日（12月5日），卒於清朝光緒十一年（1885年）（乙酉年）二月二十二日（4月6日）。
光緒二年（1876年）丙子恩科，江南乡试中二十八名舉人，光緒三年（1877年），参加丁丑科會試，三百十五名，殿试登联捷進士二甲第52名。
同年五月，改翰林院庶吉士。光緒九年（1883年）四月，散館，授翰林院編修。歷升翰林院侍讀、侍講。光绪十年（1884年）补授內閣侍讀學士，歷充協辦奏辦院事、庶常館提調、國史館協修、功臣館纂修、清秘堂行走、文淵閣校理。清朝誥授中憲大夫，晉封通議大夫。

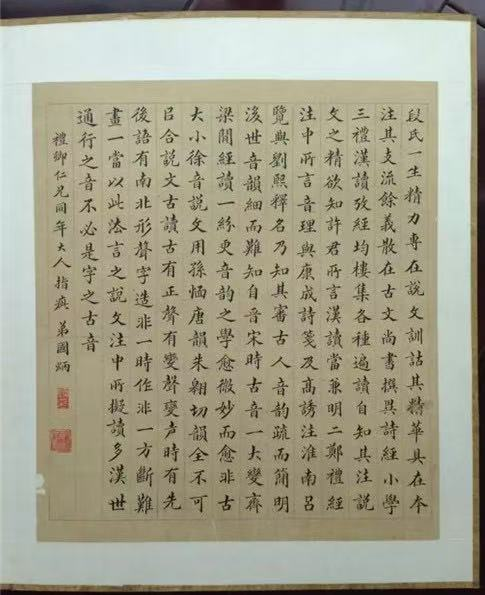
清光緒时期内閣侍讀學士國炳題撰之小楷冊頁

民國七年（1918年）李恩綬原纂，李丙榮續纂之《丹徒縣志摭餘》有云，國炳"精小楷行草，尤駘宕圓厚，酷近蘇黃。" 與松禪老人互爲姻婭，《翁同龢日记》中有略歷。其诗作录入正蓝旗汉军进士胡俊章辑《春明诗课汇选》。

## 家庭
- 父 庆云，道光十八年（1838年）戊戌科进士，累官至江西盐法道，兼巡瑞袁临兵备道[6]。
- 胞伯 庆安，道光六年（1826年）丙戌科进士，同知衔题补南阳府唐县知县，署开封府理事同知。
- 长胞兄 国澍，监生出生，同知衔赏戴蓝翎四川候补知县。
- 四胞兄 国璋，监生出生，知府衔候补直隶州知州、四川宜宾县知县。
- 七胞弟 国裕，光绪九年（1883年）癸未科进士，为翁同龢姻婿[7]。